# Fanie du Plessis
Fanie du Plessis, wł. Stephanus Johannes du Plessis (ur. 23 lutego 1930 w Lichtenburgu, zm. 13 sierpnia 2001 w Pretorii) – południowoafrykański lekkoatleta, specjalista rzutu dyskiem, dwukrotny olimpijczyk, dwukrotny mistrz igrzysk Imperium Brytyjskiego i Wspólnoty Brytyjskiej.

## Kariera sportowa
Zdobył złoty medal w rzucie dyskiem (wyprzedzając Roya Pellę z Kanady i Marka Pharaoha z Anglii) oraz brązowy medal w pchnięciu kulą (ustępując tylko Johnowi Savidge’owi z Anglii i Johnowi Pavelichowi z Kanady) na igrzyskach Imperium Brytyjskiego i Wspólnoty Brytyjskiej w 1954 w Vancouver. Zajął 13. miejsce w rzucie dyskiem na igrzyskach olimpijskich w 1956 w Melbourne.
Ponownie zwyciężył w rzucie dyskiem (przed Lesem Millsem z Nowej Zelandii i Gerrym Carrem z Anglii) na igrzyskach Imperium Brytyjskiego i Wspólnoty Brytyjskiej w 1958 w Cardiff. Nie zakwalifikował się do finału rzutu dyskiem na igrzyskach olimpijskich w 1960 w Rzymie.
Był jedenaście razy mistrzem Południowej Afryki w rzucie dyskiem od 1951 do 1960 i w 1967 oraz cztery razy w pchnięciu kulą. Zdobył również mistrzostwo Wielkiej Brytanii (AAA) w rzucie dyskiem w 1958.
Jedenaście razy poprawiał rekord Związku Południowej Afryki w rzucie dyskiem do wyniku 56,33 m, osiągniętego 30 marca 1959 w Durbanie. Był to najlepszy wynik w jego karierze.

## Rodzina
Pochodził z usportowionej rodziny. Jego ojciec Andries du Plessis był lekkoatletą, mistrzem igrzysk Imperium Brytyjskiego w 1938 i olimpijczykiem z 1936, brat Marthinus du Plessis uczestnikiem igrzysk olimpijskich w 1956 w pięcioboju nowoczesnym, a syn Tjaart du Plessis zapaśnikiem, olimpijczykiem z 1992 i 1996.